# Dionysios Kasdaglis
Dionysios (tiếng Hy Lạp: Διονύσιος) hay Dimitrios (tiếng Hy Lạp: Δημήτριος) Kasdaglis (tiếng Hy Lạp: Κάσδαγλης) (10 tháng 10 năm 1872 ở Salford – 1931) là một tay vợt tennis Hy Lạp-Ai Cập. Ông đã tham dự Thế vận hội mùa Hè 1896 ở Athens và 1906 Intercalated Games, cũng tại Athens.
Theo bài trên wikipedia tiếng Hy Lạp, tên của ông là Dimitrios và ông bị nhầm lẫn là được cho là Dionysios.

## Nghề nghiệp

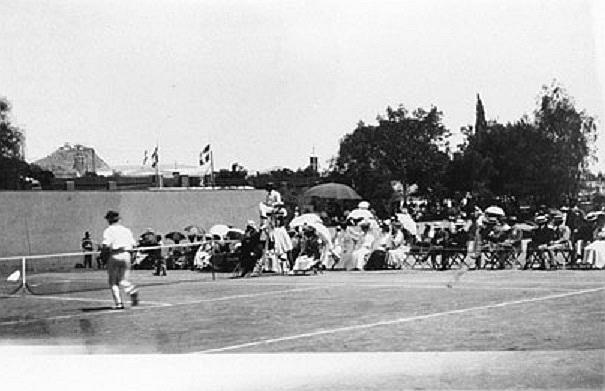
Trận đơn nam cuối cùng vào năm 1896, mà Kasdaglis thua Boland

Kasdaglis ca ngợi từ Ai Cập nhưng theo bản tin chính thức, ông tham gia với tư cách là một thành viên của đội Hy Lạp. Anh đã có trận chung kết trong cả hai sự kiện đơn và đôi. Trong các trận đấu đơn, anh đã đánh bại Defert của Pháp ở vòng đấu đầu tiên, Konstantinos Akratopoulos của Hy Lạp ở vị trí thứ hai, và Momcsilló Tapavicza của Hungary ở bán kết trước khi gặp John Pius Boland của Anh và Ireland trong trận chung kết. Boland đã chứng tỏ là cầu thủ giỏi hơn, và Kasdaglis xếp thứ hai. Huy chương này được Ủy ban Olympic Quốc tế trao tặng cho Kasdaglis.
Đối với giải đấu đôi, Kasdaglis kết hợp với Demetrios Petrokokkinos trong đội hỗn hợp. Họ đánh bại hai người Hy Lạp, Konstantinos Paspatis và Evangelos Rallis, ở vòng đầu tiên và cặp đôi George W. Robertson và Edwin Flack của Anh / Australia trong vòng bán kết. Trong trận chung kết, Kasdaglis một lần nữa đối mặt với Boland, lần này đã kết hợp với Friedrich Traun của Đức. Kasdaglis và Petrokokkinos thua trận đó để trao tặng huy chương bạc thứ hai của Kasdaglis.